# Timbreo
Timbreo (in greco antico: Θυμβραῖος?, Thymbrâios), personaggio dell'Iliade (XI, v. 320), è un mitologico re asiatico alleato dei Troiani.

## Il mito
Nel poema Timbreo è presentato come re, anche se stranamente non viene nominato il popolo su cui comanda. Questo condottiero non è neanche citato nel Catalogo Troiano del libro II.
Fu ucciso da Diomede nell'azione bellica descritta nel libro XI dell'Iliade, relativo alle Gesta di Agamennone.
()
Il giovane troiano Molione, scudiero e auriga di Timbreo, cadde subito dopo, colpito a morte da Ulisse.